# Los días felices (serie animada)
Los días felices (inglés: These Are the Days) es una serie animada producida por Hanna-Barbera. El programa fue transmitido por primera vez en Estados Unidos el 7 de septiembre de 1974 por la cadena ABC. La serie tuvo 16 episodios de 30 minutos de duración cada uno.

## Argumento
La serie está ambientada en un pueblo rural ficticio llamado Elmsville a comienzos del siglo XX. Allí vive la familia Day formada por una viuda de nombre Martha y sus hijos Ben, Kathy y Danny; así como Jeff Day quien es el padre de Martha y abuelo de los chicos. Cada episodio muestra la vida diaria de los miembros de la familia Day, así como sus interacciones con los amigos y vecinos del lugar. Por lo general los episodios terminan con una lección que ellos han aprendido.

## Voces
Fuente:
| Personaje  | Actor de voz original Estados Unidos |
| ---------- | ------------------------------------ |
| Martha Day | June Lockhart                        |
| Kathy Day  | Pamelyn Ferdin                       |
| Ben Day    | Andrew Parks                         |
| Danny Day  | Jackie Earle Haley                   |
| Jeff Day   | Henry Jones                          |
| Homer      | Frank Cady                           |